# Dom przy ul. Piastów 23 w Nowej Rudzie
Dom przy ul. Piastów 23 w Nowej Rudzie – dwukondygnacyjny budynek mieszkalny, zlokalizowany w noworudzkim centrum, ustawiony szczytem do ulicy pomiędzy domami: nr 21 i nr 25. Budynek pochodzi z  1799 roku,  przebudowany był w XX w. Na kamiennym portalu znajduje się data 1799.
Przy ul. Piastów znajdują się jeszcze zabytkowe domy o numerach: 1, 5, 7, 19, 21, 25, 27.